# 孟述
孟述（1448年—？），字景賢，河南南陽府泌陽縣人，軍籍。明朝政治人物。進士出身。

## 生平
河南鄉試第十名。成化八年（1472年）壬辰科會試第二十二名，殿試登進士第二甲第五十三名。

## 家族
曾祖父孟仲德。祖父孟錂，曾任經歷。父亲孟顏。